# Буато, Пьер
Пьер Луи́ Буато́ (фр. Pierre Louis Boiteau; 1911—1980) — французский ботаник.

## Биография
Пьер Буато родился 3 декабря 1911 года в городе Коньяк на западе Франции. Учился в Версальском сельскохозяйственном училище, затем служил во французской армии и в 1932 году был отправлен на Мадагаскар. С 1934 года Буато собирал гербарий растений Мадагаскара. С 1935 года он работал в зоопарке и ботаническом саду Тсимбазаза в Антананариву.
Буато знал в совершенстве малагасийский язык, издал несколько публикаций о малагасийских названиях растений и об использовании растений в традиционной медицине Мадагаскара.
На Мадагаскаре в 1937 году у Пьера Буато родилась дочь Люсиль, впоследствии ставшая известным ботаником.
С деятелями местного национально-освободительного и рабочего движения Жозефом Равуаханги и Жозефом Расетой основал Союз профсоюзов ВКТ на Мадагаскаре. В 1947 году вследствие антиколониального восстания на Мадагаскаре Буато вернулся во Францию, где вступил во Французскую коммунистическую партию. Он работал в химической лаборатории Парижского медицинского училища. С 1949 по 1958 Буато был членом совета Французского Союза, возглавляя коммунистическую группу в этом собрании.
1 сентября 1980 года Пьер Луи Буато скончался от рака.
Основной гербарий, собранный Пьером Буато, хранится в Парке Тсимбазаза в Антананариву (TAN). Более поздние образцы растений находятся в Парижском музее естественной истории (P).

## Некоторые научные публикации
- Contribution a I'histoire de la nation malgache. 1958
- Dictionnaire des noms malgaches de végétaux. 1974—1979
- Précis de matière médicale malgache. 1986
- Plantes médicinales de Madagascar. 1993, в соавторстве с Л. Аллорж-Буато
- Kalanchoe (Crassulacées) de Madagascar. 1995, в соавторстве с Л. Аллорж-Буато

Переводы на русский
- Пьер Буато. Мадагаскар. Очерки по истории мальгашской нации = Contribution a I'histoire de la nation malgache / под ред. Ю.Н. Панкова. — М.: Издательство восточной литературы, 1961. — 436 с. — 1200 экз.

## Некоторые виды, названные в честь П. Буато
- Aloe boiteaui Guillaumin, 1942
- Bulbophyllum boiteaui H.Perrier, 1939
- Croton boiteaui Leandri, 1970
- Euphorbia boiteaui Leandri, 1946